# Čairi
Čairi (cyr. Чаири) – wieś w Serbii, w okręgu rasińskim, w gminie Trstenik. W 2011 roku liczyła 458 mieszkańców.